# 푸른 강철의 아르페지오
푸른 강철의 아르페지오(일본어: 蒼き鋼のアルペジオ, Arpeggio of Blue Steel)는 아크 퍼포먼스가 제작하고 쇼넨가호샤의 영킹아워스가 연재한 일본 만화이다. 24권의 단행본이 출시되었으며 산지겐의 일본의 애니메이션 시리즈가 2013년 10월부터 12월까지 방영되었다. 동 스튜디오는 또한 이 시리즈에 기반한 2편의 영화를 제작했으며 각각 2015년 1월과 10월에 개봉되었다.